# Campeonato Mundial de Basquetebol Masculino de 2006
O Campeonato Mundial de Basquetebol de 2006 teve lugar no Japão, de 19 de Agosto a 3 de Setembro de 2006. Foi coorganizado pela FIBA, pela Associação de Basquetebol do Japão (JABBA) e pelo Comité Organizador.
Pela primeira vez desde 1986, o campeonato do mundo teve 24 selecções em competição. Anteriormente tinha 16.
O torneio foi vencido pela Espanha, que, no final do campeonato, bateu na Grécia por 70 a 47, e terminou o torneio com nove vitórias em todas as partidas jogadas. A medalha de bronze foi ganha pelos Estados Unidos, que derrotaram a Argentina por 96 a 81. A Espanha também teve o jogador do Los Angeles Lakers, Pau Gasol premiado como o MVP do torneio.

## Locais

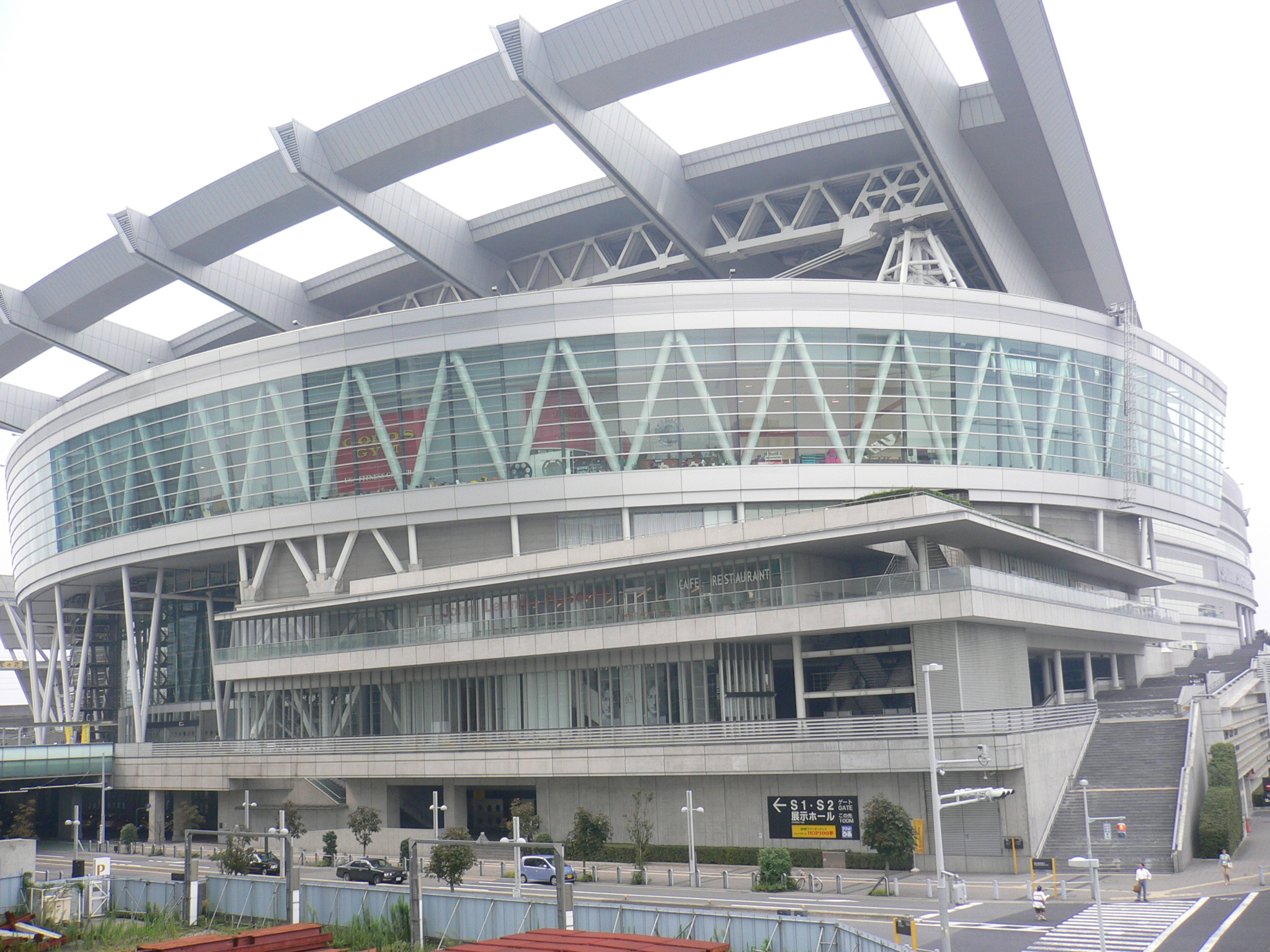
Saitama Super Arena

| Cidade    | Pavilhão                                      |
| --------- | --------------------------------------------- |
| Hamamatsu | Hamamatsu Arena                               |
| Hiroshima | Hiroshima Green Arena                         |
| Saitama   | Saitama Super Arena (local da final)          |
| Sapporo   | Hokkaido Prefectural Sports Center (KITAYELL) |
| Sendai    | Sendai Gymnasium                              |

## Seleções participantes
As seguintes selecções nacionais estarão em competição:
| Grupo A                                                       | Grupo B                                            | Grupo C                                        | Grupo D                                                             |
| ------------------------------------------------------------- | -------------------------------------------------- | ---------------------------------------------- | ------------------------------------------------------------------- |
| Argentina France Líbano Nigéria Sérvia e Montenegro Venezuela | Angola Alemanha Japão Nova Zelândia Panamá Espanha | Austrália Brasil Grécia Lituânia Qatar Turquia | China Itália Porto Rico Senegal Eslovênia Estados Unidos da América |

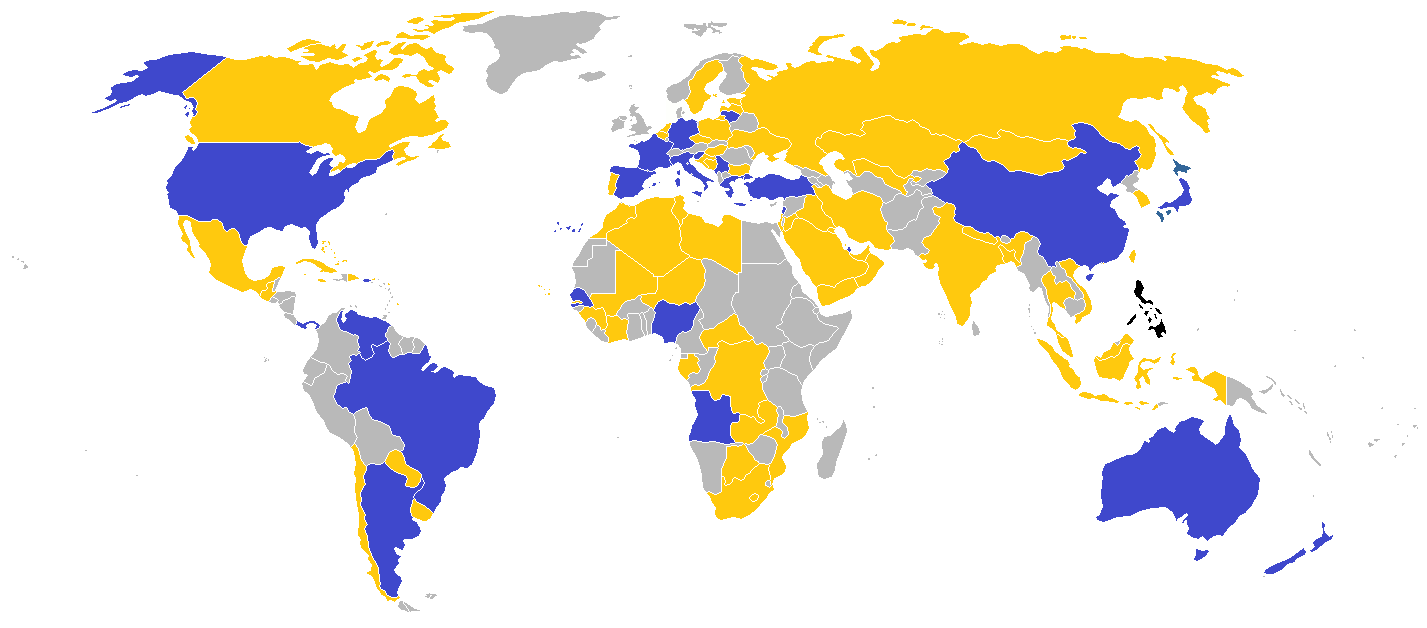
Times qualificados

O Japão qualificou-se como país-sede, e Itália, Porto Rico, Sérvia e Montenegro e Turquia receberam convite (wild-card) da FIBA. A Argentina qualificou-se como campeã olímpica dos Jogos Olímpicos de Verão de 2004. Os outros 18 países qualificaram-se através dos respectivos torneios de qualificação continentais (seis países da Europa, quatro das Américas, três da Ásia e África e dois da Oceania).
O sorteio para o Campeonato do Mundo de 2006 foi realizado em Tóquio em 15 de Janeiro de 2006. Nas rodadas preliminares, o grupo A jogará em Sendai, o grupo B em Hiroshima, o grupo C em Hamamatsu e o grupo D em Sapporo.

## Equipes
Todas as equipas tiveram 12 jogadores à sua disposição.

## Fase preliminar

### Grupo A (Sendai)
| Equipe              | Pts | J | V | D | PG  | PS  | Dif  |
| ------------------- | --- | - | - | - | --- | --- | ---- |
| Argentina           | 10  | 5 | 5 | 0 | 464 | 339 | +125 |
| França              | 8   | 5 | 3 | 2 | 353 | 329 | +24  |
| Nigéria             | 7   | 5 | 2 | 3 | 371 | 393 | -22  |
| Sérvia e Montenegro | 7   | 5 | 2 | 3 | 409 | 352 | +57  |
| Líbano              | 7   | 5 | 2 | 3 | 357 | 451 | -94  |
| Venezuela           | 6   | 5 | 1 | 4 | 336 | 426 | -90  |

19 de Agosto de 2006
| Venezuela           | 72–82 | Líbano  |
| Sérvia e Montenegro | 75–82 | Nigéria |
| Argentina           | 80–70 | França  |

20 de Agosto de 2006
| Nigéria | 77–84  | Venezuela           |
| Líbano  | 72–107 | Argentina           |
| França  | 65–61  | Sérvia e Montenegro |

21 de Agosto de 2006
| Argentina           | 96–54  | Venezuela |
| Sérvia e Montenegro | 104–57 | Líbano    |
| França              | 64–53  | Nigéria   |

23 de Agosto de 2006
| Nigéria   | 64–98 | Argentina           |
| Venezuela | 65–90 | Sérvia e Montenegro |
| Líbano    | 74–73 | França              |

24 de Agosto de 2006
| Sérvia e Montenegro | 79–83 | Argentina |
| Líbano              | 72–95 | Nigéria   |
| França              | 81–61 | Venezuela |

### Grupo B (Hiroshima)
| Equipe        | Pts | J | V | D | PG  | PS  | Dif  |
| ------------- | --- | - | - | - | --- | --- | ---- |
| Espanha       | 10  | 5 | 5 | 0 | 476 | 336 | +140 |
| Alemanha      | 9   | 5 | 4 | 1 | 421 | 384 | +37  |
| Angola        | 8   | 5 | 3 | 2 | 451 | 406 | +45  |
| Nova Zelândia | 7   | 5 | 2 | 3 | 345 | 393 | -48  |
| Japão         | 6   | 5 | 1 | 4 | 322 | 393 | -71  |
| Panamá        | 5   | 5 | 0 | 5 | 326 | 429 | -103 |

19 de Agosto de 2006
| Alemanha | 81–70 | Japão         |
| Angola   | 83–70 | Panamá        |
| Espanha  | 86–70 | Nova Zelândia |

20 de Agosto de 2006
| Japão         | 62–87  | Angola   |
| Nova Zelândia | 56–80  | Alemanha |
| Panamá        | 57–101 | Espanha  |

21 de Agosto de 2006
| Angola   | 95–73 | Nova Zelândia |
| Alemanha | 71–92 | Espanha       |
| Japão    | 78–61 | Panamá        |

23 de Agosto de 2006
| Espanha       | 93–83 | Angola   |
| Panamá        | 63–81 | Alemanha |
| Nova Zelândia | 60–57 | Japão    |

24 de Agosto de 2006
| Angola        | 103–108 (3OT) | Alemanha |
| Nova Zelândia | 86–75         | Panamá   |
| Japão         | 55–104        | Espanha  |

### Grupo C (Hamamatsu)
| Equipe    | Pts | J | V | D | PG  | PS  | Dif  |
| --------- | --- | - | - | - | --- | --- | ---- |
| Grécia    | 10  | 5 | 5 | 0 | 404 | 358 | +46  |
| Turquia   | 9   | 5 | 4 | 1 | 370 | 358 | +12  |
| Lituânia  | 8   | 5 | 3 | 2 | 413 | 353 | +60  |
| Austrália | 7   | 5 | 2 | 3 | 370 | 349 | +21  |
| Brasil    | 6   | 5 | 1 | 4 | 399 | 392 | +7   |
| Catar     | 5   | 5 | 0 | 5 | 310 | 456 | -146 |

19 de Agosto de 2006
| Brasil  | 77–83 | Austrália |
| Grécia  | 84–64 | Catar     |
| Turquia | 76–74 | Lituânia  |

20 de Agosto de 2006
| Catar     | 66–97     | Brasil  |
| Austrália | 68–76     | Turquia |
| Lituânia  | 76–81(OT) | Grécia  |

22 de Agosto de 2006
| Lituânia | 106–65 | Catar     |
| Grécia   | 72–69  | Austrália |
| Turquia  | 73–71  | Brasil    |

23 de Agosto de 2006
| Austrália | 57–78 | Lituânia |
| Catar     | 69–76 | Turquia  |
| Brasil    | 80–91 | Grécia   |

24 de Agosto de 2006
| Austrália | 93–46 | Catar   |
| Lituânia  | 79–74 | Brasil  |
| Grécia    | 76–69 | Turquia |

### Grupo D (Sapporo)
| Equipe         | Pts | J | V | D | PG  | PS  | Dif  |
| -------------- | --- | - | - | - | --- | --- | ---- |
| Estados Unidos | 10  | 5 | 5 | 0 | 543 | 428 | +115 |
| Itália         | 9   | 5 | 4 | 1 | 386 | 367 | +19  |
| Eslovênia      | 7   | 5 | 2 | 3 | 434 | 433 | +1   |
| China          | 7   | 5 | 2 | 3 | 424 | 455 | -31  |
| Porto Rico     | 7   | 5 | 2 | 3 | 432 | 440 | -8   |
| Senegal        | 5   | 5 | 0 | 5 | 355 | 451 | -96  |

19 de Agosto de 2006
| Porto Rico | 100–111 | Estados Unidos |
| Eslovênia  | 96–79   | Senegal        |
| China      | 69–84   | Itália         |

20 de Agosto de 2006
| Senegal        | 79–88  | Porto Rico |
| Itália         | 80–76  | Eslovênia  |
| Estados Unidos | 121–90 | China      |

22 de Agosto de 2006
| Porto Rico | 90–87  | China          |
| Itália     | 64–56  | Senegal        |
| Eslovênia  | 95–114 | Estados Unidos |

23 de Agosto de 2006
| Senegal        | 83–100 | China     |
| Porto Rico     | 82–90  | Eslovênia |
| Estados Unidos | 94–85  | Itália    |

24 de Agosto de 2006
| Eslovênia      | 77–78  | China      |
| Itália         | 73–72  | Porto Rico |
| Estados Unidos | 103–58 | Senegal    |

## Fase Final (Saitama)
|  | Oitavas de final     | Oitavas de final     |                       |     | Quartas de final | Quartas de final |  |  | Semifinais | Semifinais |  |  | Final | Final |
|  |                      |                      |                       |     |                  |                  |  |  |            |            |  |  |       |       |
|  | 26 de Agosto de 2006 |                      |                       |     |                  |                  |  |  |            |            |  |  |       |       |
|  |                      |                      |                       |     |                  |                  |  |  |            |            |  |  |       |       |
|  | Argentina            | 79                   |                       |     |                  |                  |  |  |            |            |  |  |       |       |
|  | Argentina            | 79                   | 29 de Agosto de 2006  |     |                  |                  |  |  |            |            |  |  |       |       |
|  | Nova Zelândia        | 62                   |                       |     |                  |                  |  |  |            |            |  |  |       |       |
|  | Nova Zelândia        | 62                   | Argentina             | 83  |                  |                  |  |  |            |            |  |  |       |       |
|  | 26 de Agosto de 2006 |                      | Argentina             | 83  |                  |                  |  |  |            |            |  |  |       |       |
|  |                      | Turquia              | 58                    |     |                  |                  |  |  |            |            |  |  |       |       |
|  | Turquia              | Turquia              | 58                    | 90  |                  |                  |  |  |            |            |  |  |       |       |
|  | Turquia              |                      | 1 de Setembro de 2006 | 90  |                  |                  |  |  |            |            |  |  |       |       |
|  | Eslovênia            | 84                   |                       |     |                  |                  |  |  |            |            |  |  |       |       |
|  | Eslovênia            | 84                   | Argentina             | 74  |                  |                  |  |  |            |            |  |  |       |       |
|  | 26 de Agosto de 2006 |                      | Argentina             | 74  |                  |                  |  |  |            |            |  |  |       |       |
|  |                      | Espanha              | 75                    |     |                  |                  |  |  |            |            |  |  |       |       |
|  | Espanha              | Espanha              | 75                    | 87  |                  |                  |  |  |            |            |  |  |       |       |
|  | Espanha              | 29 de Agosto de 2006 |                       | 87  |                  |                  |  |  |            |            |  |  |       |       |
|  | Sérvia e Montenegro  | 75                   |                       |     |                  |                  |  |  |            |            |  |  |       |       |
|  | Sérvia e Montenegro  | 75                   | Espanha               | 89  |                  |                  |  |  |            |            |  |  |       |       |
|  | 26 de Agosto de 2006 |                      | Espanha               | 89  |                  |                  |  |  |            |            |  |  |       |       |
|  |                      | Lituânia             | 67                    |     |                  |                  |  |  |            |            |  |  |       |       |
|  | Itália               | Lituânia             | 67                    | 68  |                  |                  |  |  |            |            |  |  |       |       |
|  | Itália               |                      | 3 de Setembro de 2006 | 68  |                  |                  |  |  |            |            |  |  |       |       |
|  | Lituânia             | 71                   |                       |     |                  |                  |  |  |            |            |  |  |       |       |
|  | Lituânia             | 71                   | Espanha               | 70  |                  |                  |  |  |            |            |  |  |       |       |
|  | 27 de Agosto de 2006 |                      | Espanha               | 70  |                  |                  |  |  |            |            |  |  |       |       |
|  |                      | Grécia               | 47                    |     |                  |                  |  |  |            |            |  |  |       |       |
|  | Grécia               | Grécia               | 47                    | 95  |                  |                  |  |  |            |            |  |  |       |       |
|  | Grécia               | 30 de Agosto de 2006 |                       | 95  |                  |                  |  |  |            |            |  |  |       |       |
|  | China                | 64                   |                       |     |                  |                  |  |  |            |            |  |  |       |       |
|  | China                | 64                   | Grécia                | 73  |                  |                  |  |  |            |            |  |  |       |       |
|  | 27 de Agosto de 2006 |                      | Grécia                | 73  |                  |                  |  |  |            |            |  |  |       |       |
|  |                      | França               | 56                    |     |                  |                  |  |  |            |            |  |  |       |       |
|  | França               | França               | 56                    | 68  |                  |                  |  |  |            |            |  |  |       |       |
|  | França               |                      | 1 de Setembro de 2006 | 68  |                  |                  |  |  |            |            |  |  |       |       |
|  | Angola               | 62                   |                       |     |                  |                  |  |  |            |            |  |  |       |       |
|  | Angola               | 62                   | Grécia                | 101 |                  |                  |  |  |            |            |  |  |       |       |
|  | 27 de Agosto de 2006 |                      | Grécia                | 101 |                  |                  |  |  |            |            |  |  |       |       |
|  |                      | Estados Unidos       | 95                    |     |                  |                  |  |  |            |            |  |  |       |       |
|  | Estados Unidos       | Estados Unidos       | 95                    | 113 |                  |                  |  |  |            |            |  |  |       |       |
|  | Estados Unidos       | 30 de Agosto de 2006 |                       | 113 |                  |                  |  |  |            |            |  |  |       |       |
|  | Austrália            | 73                   |                       |     |                  |                  |  |  |            |            |  |  |       |       |
|  | Austrália            | 73                   | Estados Unidos        | 85  |                  |                  |  |  |            |            |  |  |       |       |
|  | 27 de Agosto de 2006 |                      | Estados Unidos        | 85  |                  |                  |  |  |            |            |  |  |       |       |
|  |                      | Alemanha             | 65                    |     |                  |                  |  |  |            |            |  |  |       |       |
|  | Alemanha             | Alemanha             | 65                    | 78  |                  |                  |  |  |            |            |  |  |       |       |
|  | Alemanha             |                      |                       | 78  |                  |                  |  |  |            |            |  |  |       |       |
|  | Nigéria              | 77                   |                       |     |                  |                  |  |  |            |            |  |  |       |       |
|  | Nigéria              | 77                   |                       |     |                  |                  |  |  |            |            |  |  |       |       |

## Estatísticas do campeonato

### Líderes em pontos (PPG)
1. Yao Ming 25.3
2. Dirk Nowitzki 23.2
3. Pau Gasol 21.25
4. Carlos Arroyo 21.2
5. Larry Ayuso 21.2
6. Carmelo Anthony 19.8
7. Dwyane Wade 19.2
8. Fadi El Khatib 18.8
9. Igor Rakocevic 18.3
10. Tiago Splitter 16.4
11. Darko Miličić 16.1
12. Serkan Erdoğan 15.4

### Líderes em rebotes (RPG)
1. Richard Lugo 11,4
2. Pau Gasol 9,4
3. Darko Miličić 9,3
4. Dirk Nowitzki 9.2
5. Yao Ming 9
6. Joaquim Gomes 8,3
7. Anderson Varejão 7,4
8. Radoslav Nesterovic 7,2
9. Luis Scola 7
10. Eduardo Mingas 7
11. Kerem Gölün 6,7
12. Florent Pietrus 6,7

### Líderes em assistências (APG)
1. Juan Ignacio Sánchez 5,8
2. Carlos Arroyo 5.2
3. Chris Paul 4,9
4. Wei Liu 4,5
5. LeBron James 4,1
6. Theodoros Papaloukas 4
7. Ime Udoka 3,7
8. Babacar Cisse 3,4
9. Calvin Bruton 3,3
10. Sam Mackinnon 3,3
11. Jose Calderon 3,2
12. Aymeric Jeanneau 3

## Classificação Final

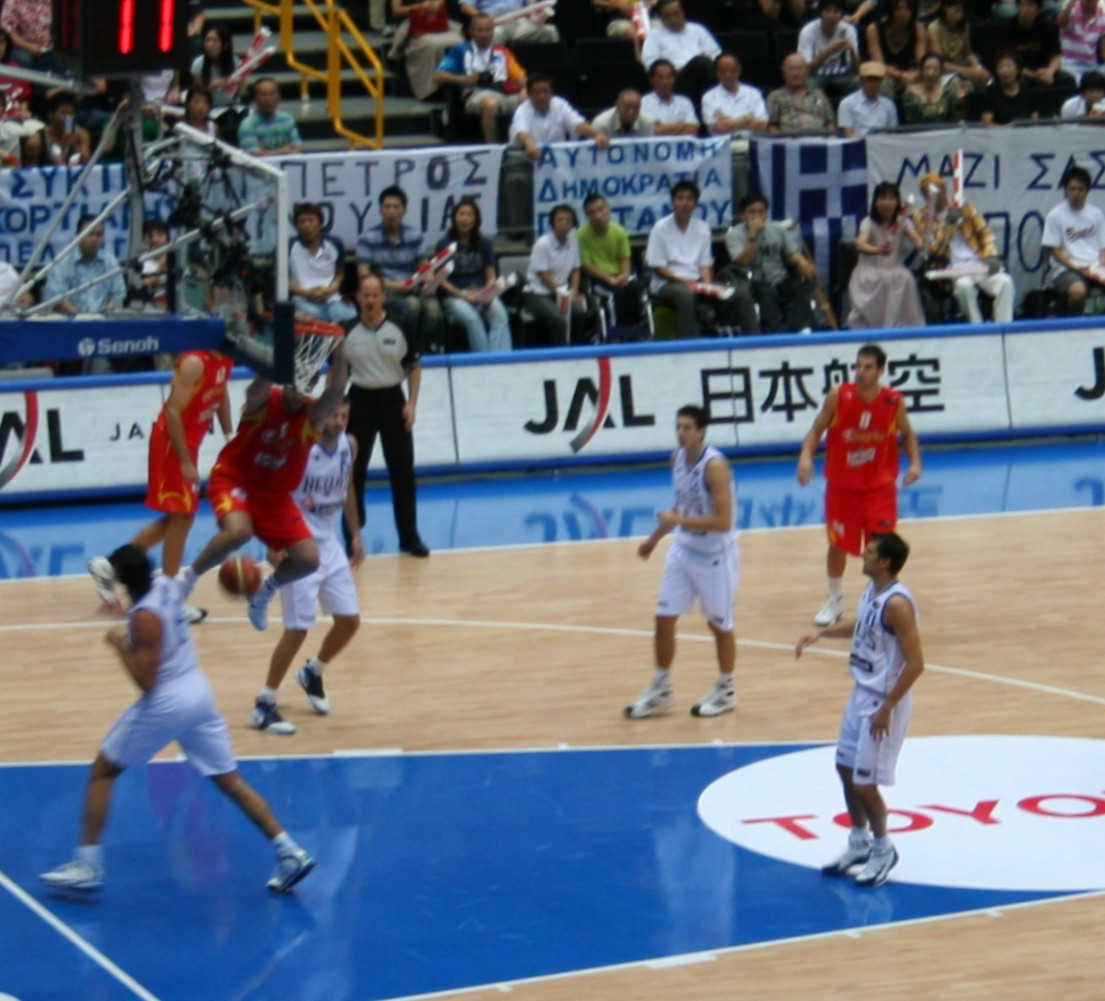
Jogada de ataque da Espanha na grande final contra a Grécia

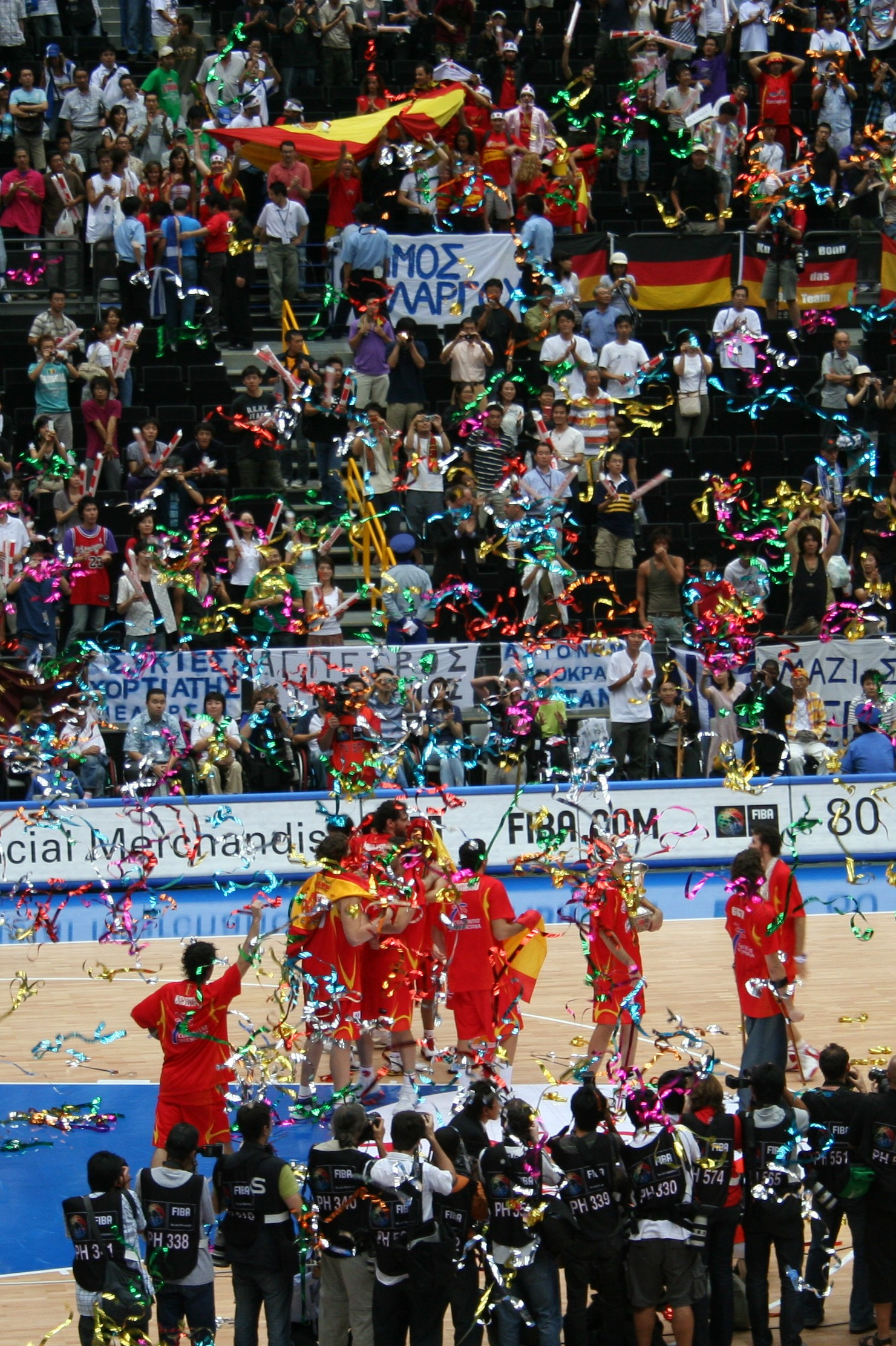
Equipe espanhola recebendo a medalha de ouro

| Posição                         | Equipe              | Campanha (V-D) |  |
| ------------------------------- | ------------------- | -------------- |  |
| 1                               | Espanha             | 9-0            |  |
| 2                               | Grécia              | 8-1            |  |
| Eliminados na semi-final        |                     |                |  |
| 3                               | Estados Unidos      | 8-1            |  |
| 4                               | Argentina           | 7-2            |  |
| Eliminados nas quartas de final |                     |                |  |
| 5                               | França              | 6-3            |  |
| 6                               | Turquia             | 6-3            |  |
| 7                               | Lituânia            | 5-4            |  |
| 8                               | Alemanha            | 5-4            |  |
| Eliminados nas oitavas de final |                     |                |  |
| 9                               | Itália              | 4-2            |  |
|                                 |                     |                |  |
| 10                              | Angola              | 3-3            |  |
|                                 |                     |                |  |
| 11                              | Sérvia e Montenegro | 2-4            |  |
| 12                              | Eslovênia           | 2-4            |  |
| 13                              | Austrália           | 2-4            |  |
| 14                              | Nigéria             | 2-4            |  |
| 15                              | China               | 2-4            |  |
| 16                              | Nova Zelândia       | 2-4            |  |
| Eliminados na 1ª Fase           |                     |                |  |
| 17                              | Porto Rico          | 2-3            |  |
| 18                              | Líbano              | 2-3            |  |
|                                 |                     |                |  |
| 19                              | Brasil              | 1-4            |  |
| 20                              | Japão               | 1-4            |  |
| 21                              | Venezuela           | 1-4            |  |
|                                 |                     |                |  |
| 22                              | Senegal             | 0-5            |  |
| 23                              | Panamá              | 0-5            |  |
| 24                              | Catar               | 0-5            |  |

## Árbitros
Para este campeonato do mundo a FIBA escolheu 40 árbitros profissionais.
| Group A - Aibara, Nobuyasu - Ankarali, Recep - Avanessian, Heros - Aylen, Michael - Chlif, Abdellilah - Dovidavičius, Virginijus - Facchini, Fabio - Jungebrand, Carl - Moore, Terry Matthew - Trías Iglesias, Álvaro Darío | Group B - Muhimua Joao, Abreu - Belošević, Ilija - Carrión, José Aníbal - Chiti, Alejandro César - Noujaim, Rabah - Ryzhyk, Borys - Sudek, Petr - Viator, Eddie - Voreadis, Lazaros - Yang, Maogong | Group C - Arteaga, Juan - Cerebuch, Guerrino - Estévez, Pablo Alberto - Homsy, Mike Amir - Mercedes Sánchez, Reynaldo Antonio - Miyatake, Yosuke - Muhvić, Dubravko - Pukl, Saša - Rush, Eddie Fernanzo - Vázquez, Jorge | Group D - Bachar, Shmuel - Brazauskas, Romualdas - Butler, Scott Jason - Delgado Casadiego, Daniel Alfredo - Hirahara, Yuji - Jovčić, Milivoje - Maranho, Cristiano Jesus - Martín , José - Simao, Domingos Francisco - Zavlanos, Nikolaos |